# Onykia robusta
Onykia robusta (Verrill, 1876), spesso nota con il nome desueto di Moroteuthis robustus, è una specie di calamaro della famiglia degli Onicoteutidi. Con una lunghezza massima a noi nota di 5,7 metri, è il gigante della sua famiglia, nonché uno dei calamari più grandi; non ha un nome comune, ma talvolta è chiamata calamaro gigante del Pacifico.

## Descrizione
Come tutti i membri della sua famiglia, questa specie è caratterizzata dalla presenza di uncini sulle due estremità claviformi dei tentacoli, in numero di 15-18 uncini ciascuna. I tentacoli, invece, presentano 50-60 ventose e raggiungono una lunghezza pari al 90-100% di quella del mantello. Oltre alle pinne laterali, è munita di una «coda» appuntita che si estende oltre le pinne.

## Distribuzione e habitat
È diffusa dal Pacifico settentrionale alla California e al Giappone, incluse le regioni dell'Alaska e delle isole Aleutine. Anche l'Architeuthis è presente in queste acque, ma i ritrovamenti nel Pacifico settentrionale sono stati rari. Quindi, se un grosso calamaro viene segnalato in questa zona, è più probabile che si tratti di un'Onykia robusta. Nel 1873, descrivendo alcuni cefalopodi delle Aleutine, W. H. Dall, della Smithsonian, scrisse che alcune «seppie giganti» erano finite a riva a Unalaska. Una, precisò, era «forse un Onychoteuthis bergii, un esemplare che dall'estremità posteriore del corpo a quelle dei tentacoli mutilati misurava 2,80 metri, aveva una circonferenza di quasi un metro e pesava quasi 90 chili». In questa zona esiste in effetti un calamaro chiamato Onychoteuthis borealijaponica, ma il suo mantello raggiunge una lunghezza massima di 38 centimetri, ed è quindi probabile che la specie descritta da Dall fosse un'Onykia robusta.

## Biologia

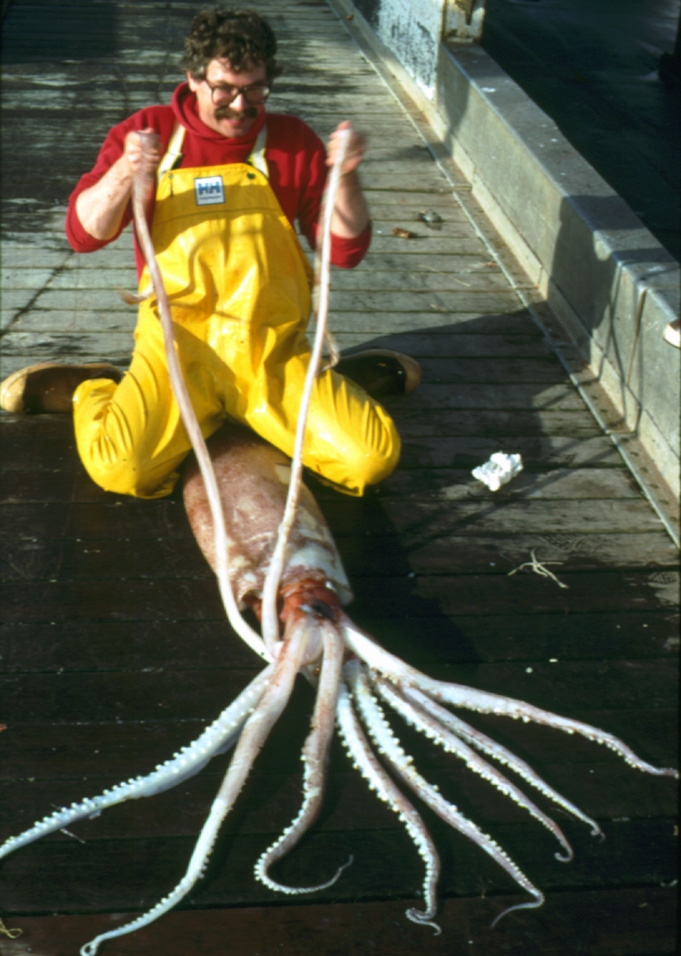

È una specie oceanica che vive nei pressi del fondale e in acque pelagiche. Si nutre di altri invertebrati, quali ricci cuoriformi bentonici (ad esempio Briaster townsendi) e meduse pelagiche (ad esempio Velella velella).
Nell'area del Pacifico settentrionale, Onykia robusta è notoriamente uno dei cibi preferiti del capodoglio: verso la metà del secolo scorso quella stessa zona era molto frequentata dalle baleniere giapponesi e russe, ed è stato quindi possibile esaminare il contenuto dello stomaco dei cetacei catturati. In uno studio dei calamari recuperati dallo stomaco dei capodogli del mare di Bering e del golfo dell'Alaska, Okutani e Nemoto scoprirono che Onykia robusta era l'alimento preferito dai capodogli di quelle zone. Hanno scritto: «A causa delle sue grandi dimensioni, della variegatura rossiccia e della pelle increspata, questa specie è facilmente distinguibile nelle osservazioni condotte sulle navi-fattoria. Uno degli esemplari riportati a terra aveva una lunghezza totale di 70 centimetri».
Si ritiene che il calamaro gigante del Pacifico viva vicino al fondo, a profondità che vanno dai 200 ai 600 metri, benché Hochberg e Fields abbiano riferito che è stato visto «occasionalmente nuotare in superficie o intrappolato nella risacca».
«Lo stomaco dei capodogli catturati al largo della California e della Columbia Britannica» scrisse Dale Rice nel 1978, «contiene perlopiù esemplari di Moroteuthis robustus [Onykia robusta]. Ne ho misurati alcuni che erano 1,3 metri dalla coda al bordo anteriore del mantello e 3,4 metri coi tentacoli inclusi». Come l'Architeuthis, questa specie ha ioni ammonio anziché ioni sodio nel tessuto muscolare, il che spiega la bassa densità e il gusto amaro. In effetti, il contenuto di ammonio di questi calamari può essere uno dei fattori che contribuisce a renderli una delle vittime preferite dei capodogli. Essendo idrostaticamente neutri, possono restare immobili nelle correnti ascensionali; questa loro proprietà potrebbe essere collegata alle tecniche di caccia dei cetacei. È più facile catturare qualcosa che sta fermo, anziché un animale in continuo movimento.
Oltre al capodoglio, altre specie che predano ai danni di Onykia robusta sono il callorino dell'Alaska (Callorhinus ursinus) e grossi pesci quali il lemargo del Pacifico (Somniosus pacificus).

## Confusione conArchiteuthis
In European Seashells, di Guido Poppe e Yoshihiro Goto, pubblicato in Germania nel 1993, c'è una foto che, presumibilmente, raffigura un calamaro gigante e un sub nell'Atlantico settentrionale. Il sub sembra in piedi in un fondale poco profondo. In un film-Tv giapponese, vi sono scene di un sub in acque poco profonde con un grosso calamaro in pessime condizioni di salute. Si tratta chiaramente di un'Onykia robusta: e un raffronto con la foto nel libro di Poppe mostra che si tratta dello stesso animale. Dell'argomento ne ha parlato il biologo marino americano Richard Ellis nel suo libro The Search for the Giant Squid  (1998):
Si trattava solamente di un equivoco, un caso di errata identificazione; bisognerà aspettare più di dieci anni prima che si riuscisse a fotografare un esemplare vivente di calamaro gigante il 30 settembre 2004